# مثالية إنجيلية

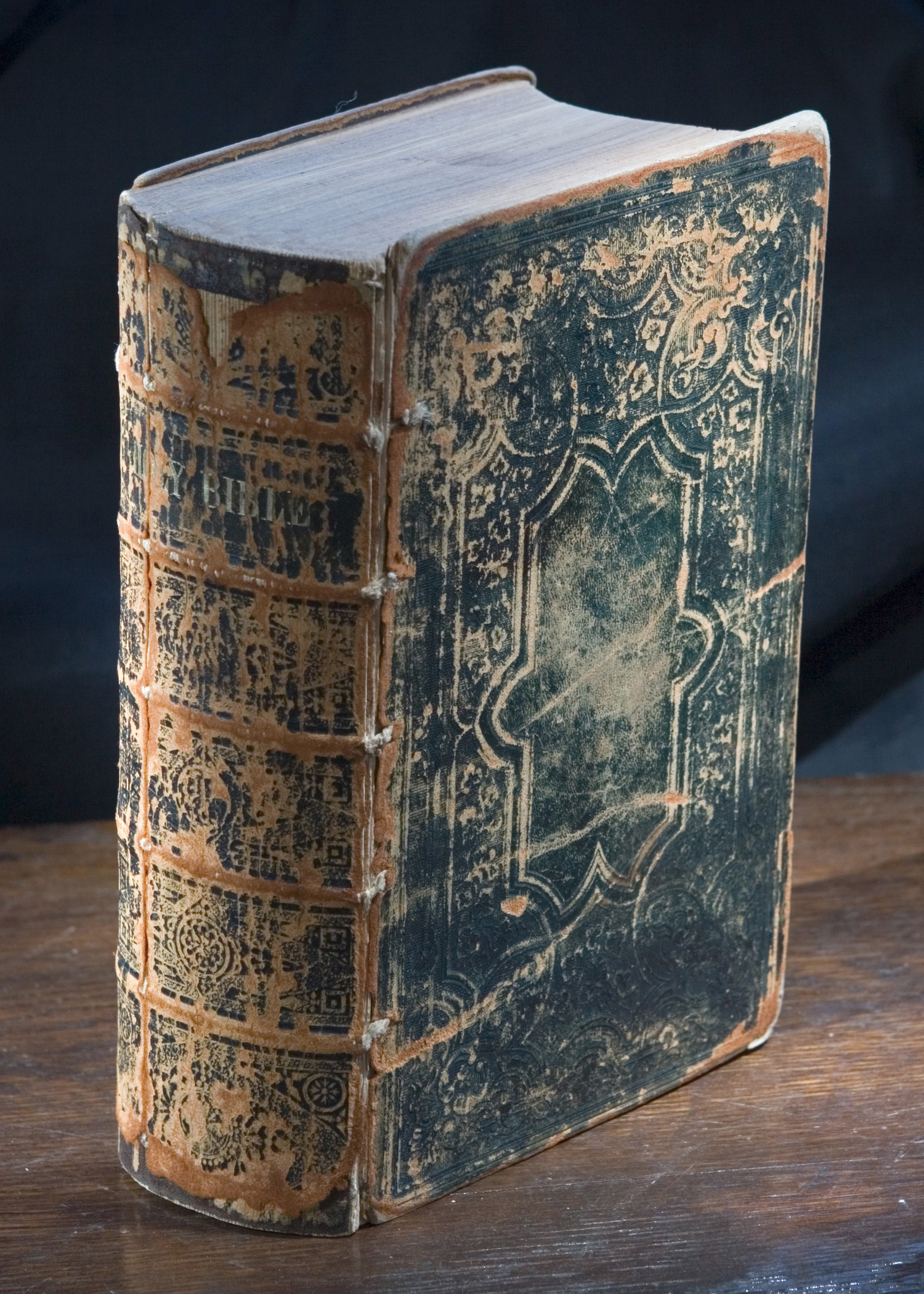
إنجيل من عام 1859

يشير مصطلح المثالية الإنجيلية إلى الاعتقاد بأن الكتاب المقدس لا يحتوي على أي خطأ في جميع تعالميه أو إلى أن المخطوطات الأصلية للكتاب المقدس لا تخالف الحقائق. هنالك من يساوي بين هذه المثالية وفكرة أن الكتاب المقدس معصوم من الخطأ، في حين أن هنالك آخرين لا يتفقون مع ذلك، ويحظى هذا الاعتقاد بأهمية خاصة في أوساط  الكرازة الإنجيلية  وتم صياغة «بيان شيكاغو حول المثالية الإنجيلية».
نُشر بيان رسمي حول المثالية الانجيلية في مجلة الجمعية اللاهوتية الإنجيلية في عام 1978 يتضمن أن الموقعين على بيان شيكاغو حول المثالية الانجيلية يقرون بموجبه أن الوحي بمعناه الدقيق ينطبق فقط على المخطوطات الكتابية للكتاب المقدس. وعلى الرغم من أنه لا يوجد مخطوطات أصلية، إلا أن تلك الموجودة تعتبر غيرصالحة بسبب ما ورد بالبيان بأن «مخطوطات الكتاب المقدس الكتابية بفضل العناية الإلهية يمكن التأكد منها بكل دقة بناء على المخطوطات المتوافرة».
تنص تعاليم مثالية الكتاب المقدس التي تحتفظ بها الكنيسة الكاثوليكية وكما أعرب عنها  مجلس الفاتيكان الثاني إلى أن نسخ الكتاب المقدس يجب أن يعترف بها بكل أمانة وثقة ودون شك في حقيقة أن الرب أراد وضع الأسرار المقدسة فيها من أجل الخلاص.
حازت قضية المثالية الإنجيلية على اهتمام كبير في الكرازة الإنجيلية الأمريكية أكثر مما حازت عليه في أوساط الكرازة البريطانية، ووفقاً لستيفن ر. هولمز فإن هذه القضية يكاد دورها يكون شبه معدوم في الحياة الإنجيلية البريطانية.
توجد أقلية من أتباع الكتب المقدس تنظر إلى ما هو أبعد من بيان شيكاغو وترى بأن النص الأصلي حفظ بشكل سليم وتم تناقله عبر الوقت. إنّ أول نسخة من النصوص الاغريقية للعهد الجديد التي كتبت ونشرت لأول مرة بواسطة إيراسموس تعتبر نسخة مثالية للنص الأصلي تحل مكان النسخ السابقة،  وهنالك حركة ترجمة وحيدة قام بها الملك جيمس ونسبت الترجمة الإنجليزية بفضله للمخطوطات الاغريقية.